# Toney Douglas
Toney Bernard Douglas (Jonesboro, 16 marzo 1986) è un cestista statunitense, professionista in NBA, Cina e Europa.

## Carriera
È stato selezionato dai Los Angeles Lakers al primo giro del Draft NBA 2009 (29ª scelta assoluta).

## Statistiche

### College
| Anno      | Squadra             | PG  | PT  | MP   | TC%  | 3P%  | TL%  | RP  | AP  | PRP | SP  | PP   |
| --------- | ------------------- | --- | --- | ---- | ---- | ---- | ---- | --- | --- | --- | --- | ---- |
| 2004-2005 | Auburn Tigers       | 31  | 31  | 35,6 | 42,4 | 37,3 | 78,9 | 5,3 | 1,8 | 1,4 | 0,1 | 16,9 |
| 2006-2007 | Fl. State Seminoles | 30  | 28  | 28,8 | 47,5 | 39,7 | 78,8 | 2,7 | 2,9 | 1,2 | 0,3 | 12,7 |
| 2007-2008 | Fl. State Seminoles | 34  | 32  | 35,4 | 43,0 | 35,6 | 80,9 | 3,2 | 2,9 | 2,6 | 0,3 | 15,4 |
| 2008-2009 | Fl. State Seminoles | 35  | 35  | 36,5 | 44,6 | 38,5 | 81,0 | 3,9 | 2,9 | 1,8 | 0,4 | 21,5 |
| Carriera  | Carriera            | 130 | 126 | 34,2 | 44,2 | 37,6 | 80,2 | 3,8 | 2,6 | 1,8 | 0,3 | 16,8 |

### NBA

#### Regular Season
| Anno      | Squadra           | PG  | PT | MP   | TC%  | 3P%  | TL%  | RP  | AP  | PRP | SP  | PP   |
| --------- | ----------------- | --- | -- | ---- | ---- | ---- | ---- | --- | --- | --- | --- | ---- |
| 2009-2010 | N.Y. Knicks       | 56  | 12 | 19,4 | 45,8 | 38,9 | 80,9 | 1,9 | 2,0 | 0,8 | 0,1 | 8,6  |
| 2010-2011 | N.Y. Knicks       | 81  | 9  | 24,3 | 41,6 | 37,3 | 79,4 | 3,0 | 3,0 | 1,1 | 0,0 | 10,6 |
| 2011-2012 | N.Y. Knicks       | 38  | 9  | 17,3 | 32,4 | 23,1 | 84,6 | 1,9 | 2,0 | 0,8 | 0,0 | 6,2  |
| 2012-2013 | Houston Rockets   | 49  | 0  | 18,6 | 39,5 | 37,7 | 88,2 | 1,8 | 1,9 | 0,8 | 0,0 | 8,1  |
| 2012-2013 | Sacramento Kings  | 22  | 0  | 17,1 | 43,0 | 38,9 | 100  | 2,2 | 2,6 | 1,4 | 0,0 | 6,1  |
| 2013-2014 | G.S. Warriors     | 24  | 0  | 11,0 | 37,2 | 32,2 | 62,5 | 1,1 | 0,8 | 0,3 | 0,1 | 3,7  |
| 2013-2014 | Miami Heat        | 27  | 17 | 15,2 | 39,4 | 27,9 | 76,9 | 2,3 | 1,8 | 0,5 | 0,1 | 4,2  |
| 2014-2015 | N.O. Pelicans     | 12  | 0  | 14,8 | 37,3 | 27,8 | 61,5 | 1,8 | 2,0 | 0,9 | 0,3 | 4,3  |
| 2015-2016 | N.O. Pelicans     | 61  | 18 | 20,7 | 41,1 | 39,9 | 84,8 | 2,3 | 2,6 | 1,1 | 0,1 | 8,7  |
| 2016-2017 | Memphis Grizzlies | 24  | 0  | 16,4 | 36,8 | 16,7 | 82,8 | 2,5 | 2,3 | 0,8 | 0,2 | 4,9  |
| Carriera  | Carriera          | 394 | 65 | 19,1 | 40,4 | 35,4 | 82,4 | 2,2 | 2,3 | 0,9 | 0,1 | 7,6  |

#### Playoffs
| Anno     | Squadra     | PG | PT | MP   | TC%  | 3P%  | TL%  | RP  | AP  | PRP | SP  | PP   |
| -------- | ----------- | -- | -- | ---- | ---- | ---- | ---- | --- | --- | --- | --- | ---- |
| 2011     | N.Y. Knicks | 4  | 3  | 28,0 | 36,6 | 38,9 | 100  | 3,3 | 2,3 | 0,5 | 0,0 | 10,8 |
| 2012     | N.Y. Knicks | 1  | 0  | 8,0  | 100  | -    | -    | 0,0 | 1,0 | 0,0 | 0,0 | 2,0  |
| 2014     | Miami Heat  | 10 | 0  | 2,9  | 33,3 | 50,0 | 50,0 | 0,4 | 0,5 | 0,0 | 0,0 | 1,0  |
| Carriera | Carriera    | 15 | 3  | 9,9  | 37,3 | 41,7 | 87,5 | 1,1 | 1,0 | 0,1 | 0,0 | 3,7  |

### Eurolega
| Anno      | Squadra      | PG | PT | MP   | TC%  | 3P%  | TL%  | RP  | AP  | PRP | SP  | PP   |
| --------- | ------------ | -- | -- | ---- | ---- | ---- | ---- | --- | --- | --- | --- | ---- |
| 2017-2018 | Anadolu Efes | 14 | 6  | 18,0 | 41,9 | 41,7 | 85,2 | 2,1 | 2,0 | 0,6 | 0,0 | 7,9  |
| 2018-2019 | Darüşşafaka  | 20 | 20 | 27,6 | 41,0 | 33,0 | 88,7 | 3,3 | 4,0 | 1,6 | 0,2 | 14,5 |
| Carriera  | Carriera     | 34 | 26 | 23,6 | 41,3 | 35,1 | 87,5 | 2,8 | 3,2 | 1,2 | 0,1 | 11,8 |

## Palmarès

### Club
- Coppa di Turchia: 1

Anadolu Efes: 2018
- Coppa di Portogallo: 1

Benfica: 2023
- Campionato portoghese: 2

Benfica: 2022-23, 2023-24
- Supercoppa del Portogallo: 1

Benfica: 2023
- Coppa di Lega portoghese: 1

Benfica: 2023

### Individuale
- MVP Supercoppa del Portogallo: 1

2023